# Migiana
Migiana is een plaats (frazione) in de Italiaanse gemeente Corciano.